# Entrecens
L'entrecens était une redevance annuelle versée aux seigneurs propriétaires de la terre, nobles ou congrégations religieuses, pour exploiter des mines de charbon sous l'Ancien Régime.
Cet entrecens variera au cours des décennies du septième denier, ou panier, (14,3 % environ) au seizième denier/panier (6,2 %) et pèsera très lourd dans l'économie et l'auto-capitalisation des charbonnages naissants. Il a parfois représenté un cinquième de la production en France. Il a disparu avec la Révolution française qui a scindé la propriété du sol en surface et la propriété du sous-sol.
En 1685, dans le Borinage belge, la Société du Grand Conduit qui allait devenir par la suite les Charbonnages du Bois-du-Luc payait au seigneur propriétaire des terres exploitées à Houdeng un entrecens de 1/7ème de sa production.